# Lautaro Blanco
Lautaro Emanuel Blanco (ur. 19 lutego 1999 w Rosario) – argentyński piłkarz występujący na pozycji lewego obrońcy, od 2024 roku zawodnik Boca Juniors.